# 塞伊奈约基
塞伊奈约基（芬蘭語：Seinäjoki，芬蘭語發音：[ˈsei̯næˌjoki] ⓘ），是芬兰西部南波赫扬马区以“城市”为称号的市镇。面积603平方公里，人口36,419人（2005年）。